# Gallaudet Hydroplane
 (mai 2025).
Pour les articles homonymes, voir Gallaudet (homonymie).
Le Gallaudet Hydroplane (ou Hydro-Bike) est un des premiers aéronefs utilisant le gauchissement des ailes pour le contrôle en roulis.

## Développement
Le Gallaudet Hydroplane fut construit à Norwich, dans le Connecticut, par Edson Fessenden Gallaudet (en). Le principe du gauchissement des ailes fut appliqué indépendamment sur cet engin — à la fois cerf-volant, aéronef et planeur — plusieurs années avant que les frères Wright ne l’utilisent sur leur Flyer,, tout comme Jean-Marie Le Bris, John J. Montgomery, Clément Ader, D.D. Wells et Hugo Mattullath. Les Wright déposèrent ensuite un brevet sur le gauchissement des ailes, ce qui mena à la généralisation de l’usage des ailerons afin d’éviter les brevets de leur avion.
Gallaudet utilisait génériquement le terme « hydroplane » pour désigner plusieurs de ses futurs hydravions. En 1908, il fonda la Gallaudet Engineering Company (devenue plus tard Gallaudet Aircraft Corporation). Des modèles ultérieurs d’hydroplanes furent construits pour la Marine des États-Unis.

## Conception
Le planeur Gallaudet Hydroplane de 1897 comportait deux flotteurs, une structure centrale en forme de pyramide, ainsi que des nervures d’ailes flexibles en bois (utilisant le gauchissement des ailes) recouvertes de toile,.
En 1913, Gallaudet déposa le brevet américain n° 1,214,536 pour l’Hydroplane. Cet appareil monoplace à cockpit ouvert possédait un moteur dont la majeure partie était intégrée dans le fuselage. Celui-ci se rétrécissait vers l’arrière, où était fixé un petit gouvernail. Une roue d’atterrissage unique dépassait partiellement du centre du fuselage pour permettre les atterrissages au sol.

## Historique opérationnel
Le Gallaudet Hydroplane fut exposé dans l’aile Est du bâtiment des Arts et Industries du musée Smithsonian.
Des vols d’essai de versions ultérieures de l’hydroplane, construits pour l’approbation de la marine américaine, furent effectués à Gales Ferry, Connecticut en 1916.

## Caractéristiques
- Longueur : 2,1 m
- Envergure : 3,51 m
- Hauteur : 1,68 m
- Poids brut : 11 kg